# Jean-Émile Charon
Jean-Émile Charon, né le 25 février 1920 dans le 16e  arrondissement de Paris et mort le 8 juin 1998 à Ballainvilliers, est un physicien et un philosophe français. Ingénieur de l'École supérieure de physique et de chimie, il s'est d'abord spécialisé dans la recherche nucléaire au Commissariat à l'énergie atomique (CEA) de Saclay. Dans les années 1960, il s'oriente vers la physique théorique fondamentale et la philosophie. En philosophie, il a créé la notion d'infrapsychisme.

## Biographie
Il fait ses études au collège de Cosne-sur-Loire dans la Nièvre, puis au lycée Carnot, à Paris. Il est reçu en 1941 au concours d'entrée de l'École supérieure de physique et de chimie industrielles de la ville  de Paris, dont il sort avec le diplôme d'ingénieur physicien en 1944.
De retour en France, il se consacre à des recherches de physique théorique fondamentale: structure de l'univers, théories unitaires des champs physiques, modèles cosmologiques. Il entre en 1955 au Commissariat à l'énergie atomique à Saclay.
Sa recherche d'un modèle unitaire du monde physique conduit graduellement Jean-Émile Charon à se poser de plus en plus impérativement le problème fondamental de la validité de la connaissance humaine, celui des méthodologies de pensée, puis enfin le problème de l'homme lui-même dans sa totalité. Il publie à partir de 1961 à la fois des œuvres de philosophie scientifique (La Connaissance de l'Univers, Du temps, de l'espace et des Hommes ou L'Homme à sa découverte) et des ouvrages de science pure (Éléments d'une théorie unitaire d'univers, Relativité générale, La Crise actuelle de la Physique).
Il se fait connaître au cours de ces années par son travail sur une « théorie unitaire » de l'univers. Il reçoit en 1961, pour ce travail, le prix Galabert international d'astronautique, puis en 1962 la médaille d'argent d'encouragement au progrès. Par ailleurs, son ouvrage La Connaissance de l'Univers se voit décerner en 1962 le prix Nautilus, qui couronne le meilleur livre d'information scientifique de l'année.

Il est nommé en 1963 directeur du centre international culturel d'Aigremont puis, en 1964, président de l'association pour la coopération de la jeunesse mondiale. Jean-Émile Charon dit de lui-même : 

« Je suis donc sorti de ma caverne pour regarder au-dehors ; et j'ai aperçu le monde, et tout particulièrement l'Homme, sous l'angle et dans la perspective qui m'étaient offerts depuis mon antre de physicien : je déclare que j'ai alors vu des paysages qui m'ont émerveillé ; des paysages souvent nouveaux, dont ne m'avaient jamais parlé ni le biologiste, ni le psychologue, ni le paléontologue, ni le philosophe, ni l'artiste, ni le théologien. C'est cette expérience personnelle d'un physicien réfléchissant sur l'Homme que j'ai voulu décrire dans les chapitres qui suivent. »

— Préface de "L'Homme à sa découverte", aux Éditions du Seuil, Paris, 1963, p. 10
Il collabore à la mise en place de l'informatique de gestion en France dans des structures telles que la Mutualité sociale agricole, en intégrant le centre technique d'automation et le centre polytechnique d'automation à Paris[réf. souhaitée], fondé par Bernard Baudoin, un des tout premiers ingénieurs conseils en informatique et fils du commandant Roger Baudoin, un des meilleurs cryptologues de la Seconde Guerre mondiale, qui a donné son nom au bâtiment du commandement de la cyberdéfense française près de Rennes.
Depuis l'élaboration de sa théorie de la « relativité complexe » (1977), il est conférencier sur ce sujet dans plusieurs universités, notamment Stanford, Yale, Montréal et Paris, où il enseigne une nouvelle discipline scientifique, désignée comme « psychophysique », à ne pas confondre avec la psychophysique traditionnelle.
Parallèlement à ses ouvrages de physique, Jean-Émile Charon a publié de nombreux ouvrages philosophiques. Il introduit la notion d'infrapsychisme : pour Charon, toute particule a deux regards, un de conscience (onde psi), un de mémoire (onde sigma). En mécanique quantique, l'onde psi (on parle plutôt de fonction d'onde, notée Ψ) permet de dire quelle est la probabilité que cette particule se trouve à un instant donné en un point donné de l'espace. L'approche de Charon est elle d'ordre métaphysique.

## Publications

### Physique
- Éléments d'une théorie unitaire d'univers, Éditions René Kister (Genève), Éditions de la Grange Batelière (Paris) 1962.
- Relativité générale, Éditions René Kister (Genève), Éditions de la Grange Batelière (Paris), 1963.
- La Crise actuelle de la Physique, René Kister, Éditeur (Genève), 1966.
- Cours de théorie relativiste unitaire, Albin Michel (Paris), 1969.
- Théorie Unitaire – Analyse numérique des équations, Albin Michel (Paris), 1974.
- Théorie de la Relativité complexe, Albin Michel (Paris), 1977.
- L'Esprit et la Relativité complexe, Albin Michel (Paris), 1983.
- La Relativité complexe et l'Unification de l'ensemble des quatre Interactions physiques, Albin Michel (Paris), 1987

### Philosophie
- La Connaissance de l'Univers, Collections Microcosme "Le Rayon de la Science" n° 11, Éditions du Seuil (Paris), 1961.
- Du temps, de l'espace et des Hommes, Éditions du Seuil (Paris),1962.
- L'Homme à sa découverte, Éditions du Seuil (Paris), 1963.
- De la Physique à l'Homme, Bibliothèque Médiations n° 32, Éditions Gonthier (Genève), 1964.
- L'Être et le Verbe, Éditions Planète (Paris), 1965.
- Récentes découvertes sur la Matière et la Vie, Librairie Plon (Paris), 1966.
- Les grandes énigmes de l'astronomie, Éditions Planète-Denoël (Paris), 1967.
- Pourquoi la Lune ?, Éditions Planète-Denoël (Paris), 1968.
- Les conceptions de l'Univers depuis 25 siècles, Hachette (Paris), 1970.
- L'âge de l'ordinateur, Hachette (Paris), 1971.
- Treize questions pour l'Homme moderne, Albin Michel (Paris), 1972.
- L'Homme et l'Univers, Albin Michel (Paris), 1974.
- L’Esprit, cet inconnu, Albin Michel (Paris), 1977.
- Mort, voici ta défaite, Albin Michel (Paris), 1979.
- Le Monde éternel des Éons, Stock (Paris), 1980.
- J'ai vécu quinze milliards d'années, Albin Michel (Paris), 1983.
- Les Lumières de l'Invisible, Albin Michel (Paris), 1985
- Le Tout, l’Esprit et la Matière, Albin Michel (Paris), 1987.
- Cent mille Soleils par seconde, Albin Michel (Paris), 1991
- Et le divin dans tout ça ? – Testament spirituel d'un grand physicien. Entretiens avec Erik Pigani, Albin Michel (Paris), 1998, 148 pp.

### Science-fiction
- La Femme de la Genèse, Éditions du Rocher (Paris), 1983.

### Télévision
- Interview de Jean-Émile Charon, par Louis Pauwels et Jacques Bergier, tirée des archives de l'INA, émission du 14/03/1960, visible sur Youtube.
- Jean Charon et Henri Laborit : la théorie unitaire, 17 octobre 1962, INA